# Enkimdu

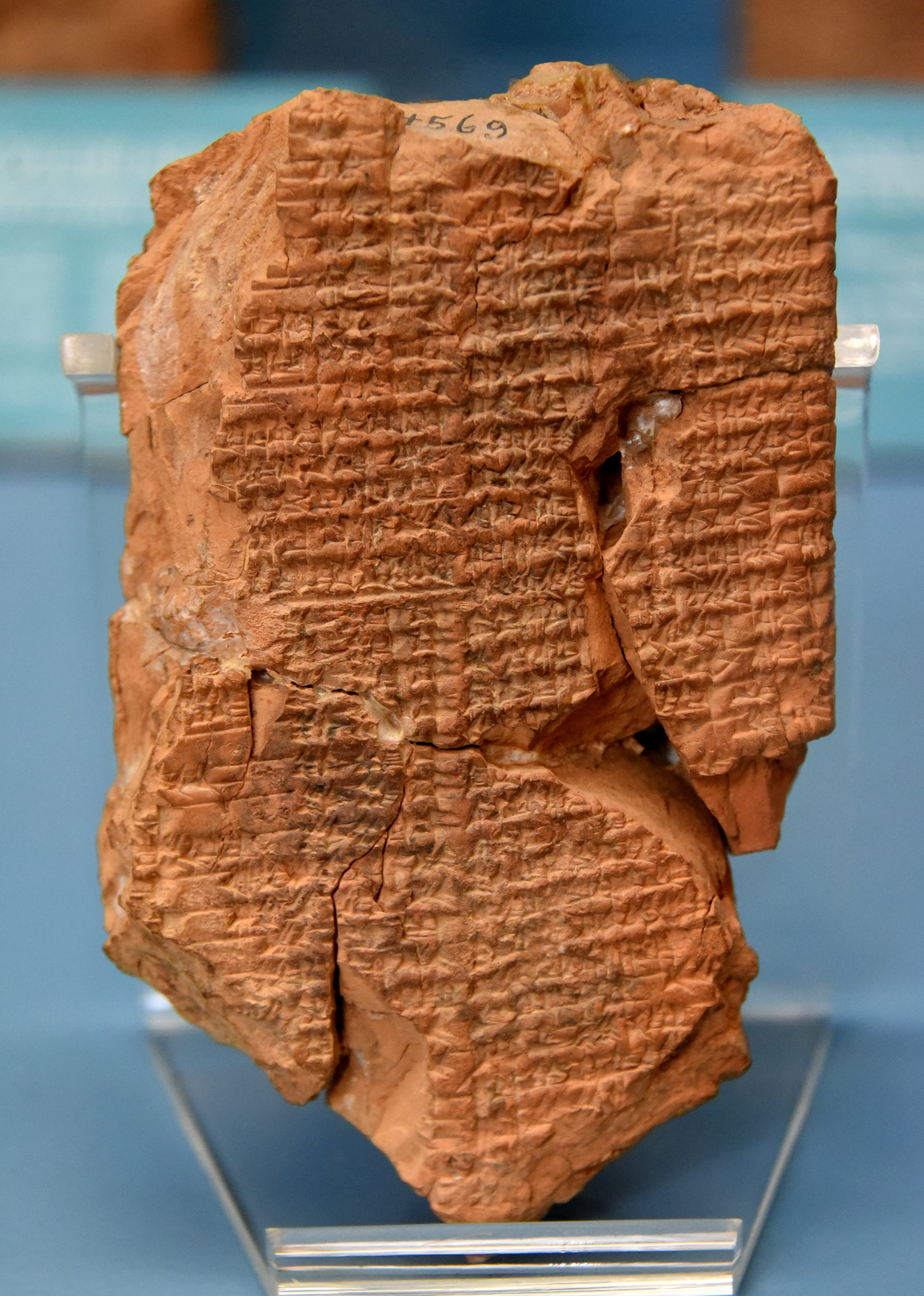
Tabla donde se narra un mito relacionado con Enkimdu.

Enkimdu es un dios secundario de la antigua Mesopotamia, puesto a cargo de mantener los diques y algunos canales. 

## Enlaces
- Sumerian FAQ

- Datos: Q3054421